# Anoides flavicollis
Anoides flavicollis es un coleóptero de la familia Chrysomelidae. Fue descrita científicamente por primera vez en 1912 por Weise.